# Талты
Та́лты (пол. Tałty) — эвтрофное озеро в северо-восточной части Польши, располагается на территории Варминьско-Мазурского воеводства, в ложбине ледникового происхождения.
Площадь водной поверхности — 11,6 км². Протяжённость береговой линии — 35 км. Расположено на высоте 116 м над уровнем моря. Наибольшая глубина  — 45 м. Длина — 12,5 км, ширина — 1,8 км.